# Chiesa di San Giovanni Battista a Careggi
La chiesa di San Giovanni Battista a Careggi è un luogo di culto cattolico che si trova nel viale Gaetano Pieraccini a Careggi, nella periferia di Firenze.

## Storia e descrizione

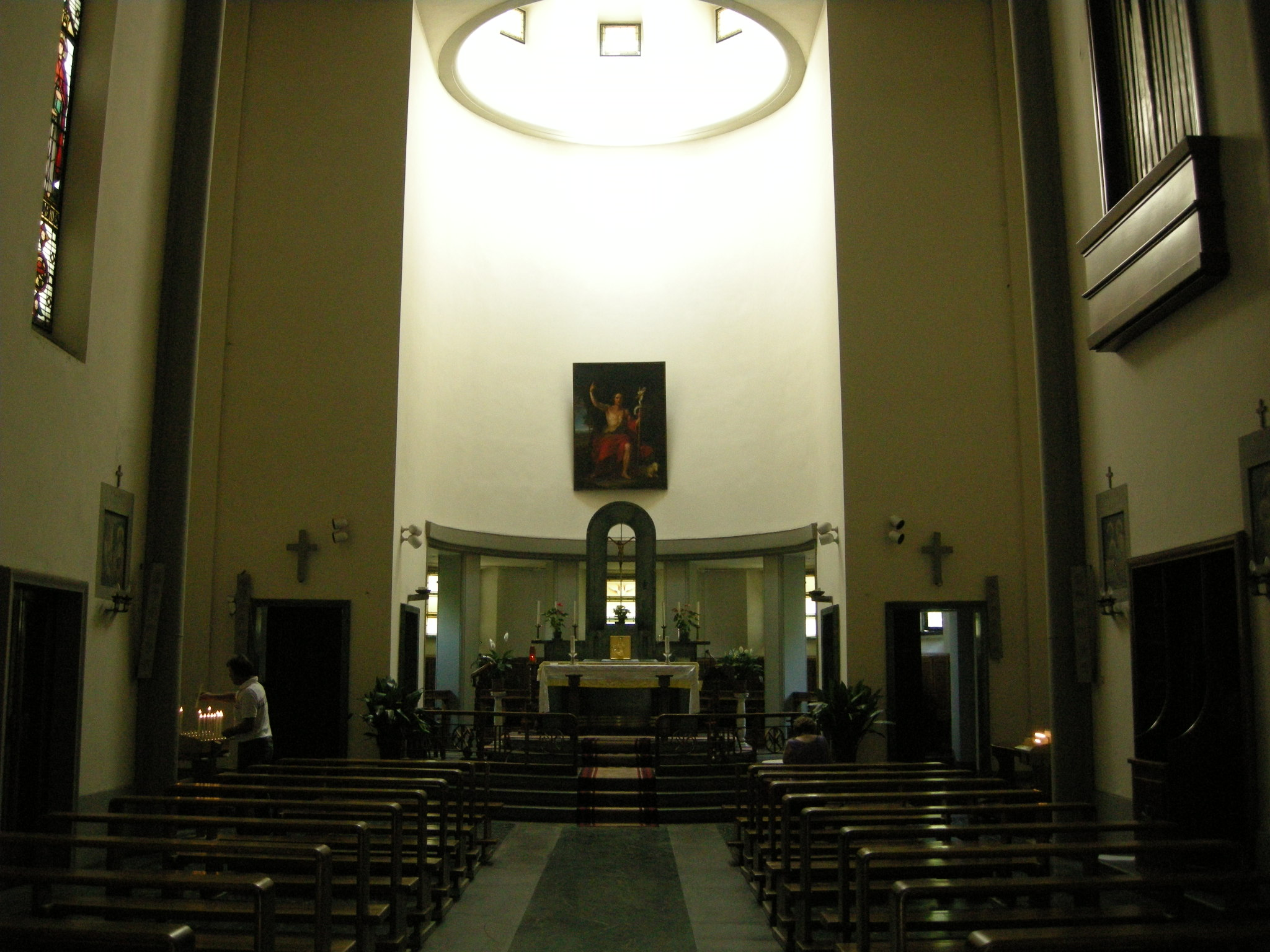
L'interno

Lungo il viale che costeggia i reparti clinici del grande complesso ospedaliero fiorentino fondato nel 1925, fu costruita nel da quell'anno al 1932 la chiesa per le funzioni religiose del commiato dedicandola al santo patrono della città, consacrata nel 1933. Fu edificata su progetto dell'ingegnere Carlo Donzelli (altre fonti indicano il nome di Dino Casini) e, nel 1935, fu costituita in parrocchia. La cura di questa venne affidata ai frati Cappuccini, che già si erano dedicati all'assistenza spirituale degli ammalati nel vecchio ospedale di San Bonifazio in via San Gallo, trasferito poi a Careggi.
L'edificio è di forme semplici a croce latina con una navata ed un raccolto presbiterio. All'interno si trova la Via Crucis di Ezio Giovannozzi, artista che disegnò anche le vetrate dedicate a Santi francescani (1936).